# 矢村正
矢村 正（やむら ただし、1950年7月5日 - 2024年10月3日）は、元競輪選手。現役時代は日本競輪選手会熊本支部に所属、ホームバンクは熊本競輪場。日本競輪学校（当時）第26期生。選手登録番号8208。
後述するが、中野浩一の師匠的な役割を果たした選手として有名だった。

## 来歴
デビューは1969年5月24日、ホームバンクである熊本競輪場で迎え1着。またこの開催では完全優勝も果たす。
現役時代、164cmという小柄な体格ながらも武器としていた鋭いダッシュ力を生かし、高松記念では4連覇を達成。特別競輪（現在でいうGI）においても、高松宮杯（1973年）、競輪祭競輪王戦（1978年）で決勝3着の実績があるほか、1983年の第26回オールスター競輪までは特別競輪に出場した。
しかし当時の熊本及び九州勢は選手間のまとまりが悪く、矢村は常にGIでは孤軍奮闘の形を強いられていた。したがっていつかはGIタイトルを掴むであろうと思われ続けながらも、ついにGIの栄冠は矢村には巡ってこなかった。そうした背景があったからか、矢村は1975年にデビューした中野浩一をことの他可愛がった。
2001年3月8日、熊本競輪場で通算500勝を達成。同年8月16日、選手登録消除。
2024年10月3日、死去。74歳没（享年75）。

### 中野浩一の実質的な師匠
中野のホームは久留米競輪場であったが、久留米では心底から信頼を置ける先輩選手がいなかったことから、次第に矢村のいる熊本で練習する機会が増えていった。そればかりか中野は頻繁に矢村の自宅に泊まり、いつしか矢村の身内であるかのような振る舞いまで行うようになったという。
そんな中野に対し、矢村は中野を実の弟のように振る舞い、また自分の家へ来たければいつでも来ても構わないという姿勢も見せていた。中野は当時「九州のハヤブサ」という異名を取り、次代のスター候補生という期待も当然持たれていたが、ランクが上へと上がるにつれてマークが厳しくなり、中には中野以外の選手だったら誰に勝ってもらっても構わないが、中野にだけは絶対に勝たれたくないと考える選手までいた。1977年、1978年と中野は世界自転車選手権、プロ・スプリント2連覇を果たしたものの、78年の競輪祭前まで、GI制覇はいまだ果たせていなかった。その原因として、中野を盛り立てられる先輩選手が不在で、しかも当時、「伝統」とさえなっていた九州勢のまとまりの悪さを他地区の選手たちに見透かされていると矢村は考えていた。
1978年の競輪王決勝では、九州勢が4人優出。中野 - 福山治樹の久留米勢に矢村 - 緒方浩一が続き、九州は当時としては珍しく4人でまとまってラインを組んだ。高橋健二の逃げを2センターで豪快に捲りきった中野はついに国内初タイトルを奪取。2着に福山が入り、矢村も3着に食い込んだ。優勝が決まった瞬間、中野は矢村と肩を抱き合った。それはまさに「師弟愛」というべきものであった。

### 「九州軍団」の必要性を説く
中野の競輪祭における優勝については、中野本人以上に矢村は喜んでいた。自分の全盛時代はまさしく孤軍奮闘の状態が続いていた。しかしこの一戦では珍しく九州が一つにまとまった。今後も中野を中心として「九州は一つに」という形ができるのではないかと思われたが、翌1979年の競輪王決勝戦でその考えは脆くも崩れ去る。
このレースでは、何と九州勢は6人も優出を果たした（熊本3名、福岡2名、長崎1名）。人気の中心は断然中野。矢村もこの6人の中にいた。ところが吉井秀仁 - 山口国男 - 国持一洋の関東勢の4番手という絶好の位置に中野がつけながらも、その外になんと緒方浩一が覆いかぶさってきた。この動きを見た矢村は緒方に「引け！」と声を出したが、ペースが上がっている最中なだけに緒方も引くに引けなかった。結局中野は「同士討ち」の形で4番手のまま出るに出られずまさかの4着敗退。優勝は逃げ切った吉井にさらわれた。
当時、山口国男が中心となってフラワーラインが形成されつつあった。打倒！中野を合言葉に結成された、いわば「超党派」のようなライングループであったが、この一戦ではラインが手薄だったにもかかわらず、吉井に逃げ切りを許したことでより一層フラワーラインを活気付けた形となった。
6人も九州勢がいながら、表彰台に上がったのは2着の堤昌彦（福岡）だけであった。この惨憺たる結果に対し、矢村は今こそ九州は一つにまとまらねばならないと強く訴えた。そこで矢村は後に、緒方を参謀役に据え、フラワーラインに対抗する「九州軍団」を結成させることを考えるが、実質的には「中野シンパライン」といったものであった。この案に対して九州勢内部からは反発の声が上がったが、それでも矢村は、九州の中心は中野であるということを強調した。既に中野シンパだった高橋健二や久保千代志に加え、藤巻昇も中野に味方するようになったが、肝心の九州は未だにまとまりが悪かった。ひいては将来、中野が九州を見捨てかねないと矢村は考え、また中野は超党派で他地区の味方の選手を引き入れていることを示し、今度は九州がそうするべきではないかと訴えた。すると、後に井上茂徳が頭角をあらわしはじめると、フラワーラインに伍して戦える「九州軍団」が出来上がった。上述の通り、その参謀には緒方が就く形となったが、この軍団を形成した実質的な立役者は矢村である。

### 韓国競輪開催に尽力
矢村は選手時代の晩年、日本競輪選手会の仕事の一環としてたびたび韓国で競輪が始まることを受け、現地へ技術指導に行うなど韓国競輪の開催に尽力を注いだ。2001年に選手を引退した後も「日韓競輪交流親善大使」を務めており、地元・熊本のFI開催においてそのタイトルレースが毎年開催されている。